# 라도슬라우 지데크
라도슬라우 지데크(슬로바키아어: Radoslav Židek, 1981년 10월 15일~)는 슬로바키아의 전직 스노보드 선수이다. 2006년 동계 올림픽에서 남자 크로스 은메달을 획득했으며 체코슬로바키아 해체 후 슬로바키아 선수로는 최초로 동계 올림픽 메달을 획득했다.